# 王縝
王縝（1463年—1523年），字文哲，廣東承宣布政使司廣州府東莞縣（今廣東省東莞市）人，明朝政治人物，官至户部尚书。

## 生平
王縝中式成化二十二年（1486年）丙午科廣東鄉試第四十四名舉人。弘治六年（1493年）中式癸丑科會試第二百七十名，三甲第二十四名進士，選庶吉士，八年十月授兵科給事中。彈劾三邊總制王越依附汪直、李廣，出理南畿屯田。十一年十二月充副使，册封安南国王黎暉。十四年三月升禮科右，七月与御史罗列、郎中夏暹清理南直隶屯田，十五年十二月升本科左，九年秩满，十七年六月升至工科都給事中。
明武宗繼位，王縝反對以營造加恩內府工匠。正德元年（1506年）十月，出任山西右參政，二年八月山西右參政被裁革，改任雲南左參政，四年十一月升本省右布政使，歷福建左布政使，六年十二月升遷都察院右副都御史，巡撫蘇、松諸府兼总理粮储。協同平定江西賊王浩八叛亂，十年三月因母丧不即奔赴，乃于行台受吊赙，被御史徐盈劾奏。服闋，十三年五月起補鄖陽撫治，十四年遷南京刑部右侍郎，三年考满，荫子王弘久入国子监读书。嘉靖二年（1523年）四月，升任南京戶部尚書，同年八月卒於任，享年六十一。

## 家族
曾祖王純禮；祖父王琛；父王恪，寶慶知府。母陳氏。

## 延伸阅读
[在维基数据编辑]
 《國朝獻徵錄·卷之三十一》，出自焦竑《國朝獻徵錄》
 《明史卷二百〇一》，出自《明史》
 在维基共享资源阅览影像、分类